# Diego Ladrón de Guevara

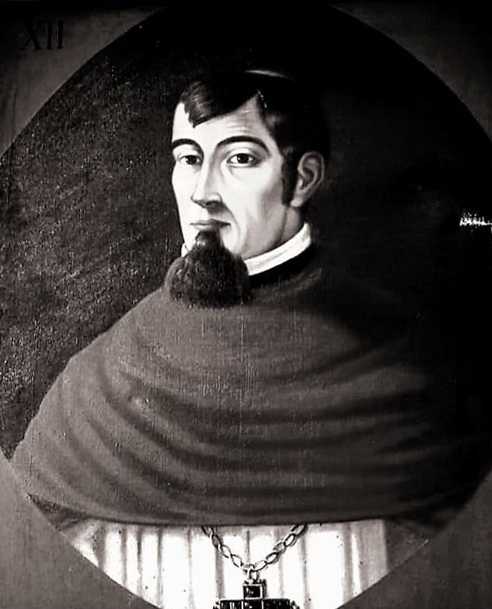
Diego Ladrón de Guevara

Diego Ladrón de Guevara Orozco Calderón (Cifuentes, Espanha, 1641 - Cidade do México, México, 9 de setembro de 1718) foi um bispo católico e administrador colonial espanhol. De 30 de agosto de 1710 até 2 de março de 1716, foi vice-rei do Peru.

## Antes de seu mandato como vice-rei
Estudou teologia na Universidade de Alcalá, onde mais tarde foi professor de Direito. Também ensinou na Universidade de Sigüenza.
Em 1689 foi nomeado bispo do Panamá, então, Vice-Reino do Peru. Naquele ano ele foi preso por ordem do Governador e Capitão General José de Guzmán y Ávalos, com quem tinha divergências pessoais. Em 1695 ele também se tornou presidente da Real Audiencia de Panamá.
Ele serviu no Panamá até 1699, quando foi nomeado bispo de Ayacucho, hoje Peru.  Abriu a Universidade de San Cristóbal de Huamanga (fundada em 1677) , da qual foi seu primeiro reitor. Esta universidade fazia oposição a Universidade de San Marcos, instituição mais antiga. Em 1703, foi nomeado bispo de Quito (também no Vice-Reino do Peru), onde atuou até sua renúncia, em 1710, para assumir o cargo de vice-rei.

## Sua administração
Substituiu Miguel Núñez de Sanabria, presidente da Real Audiencia de Lima, que estava servindo como vice-rei interino. Ladrón de Guevara foi nomeado em carta selada pelo vice-rei anterior, Manuel de Oms y de Santa Pau como o sucessor em caso de morte deste.
Como vice-rei, ele aumentou a produção de prata nas minas de Potosí, e estimulou a produção de outras minas em San Nicolás, Cojatambo e Huancavelica. Limitou a produção de aguardente de cana-de-açúcar para fábricas autorizadas, fortemente tributadas. Ele teve de tomar medidas contra a ameaça de corsários, apesar da assinatura do Tratado de Utrecht em 1713, e contra uma revolta de escravos na hacienda de Huachipa de Lima.
Aprovou a reconstrução da catedral de Lima, e a construção de outras igrejas, incluindo La Buena Muerte e o convento de Mínimos de San Francisco de Paula. Ele estabeleceu uma cadeira de anatomia na Universidade de San Marcos. O Tratado de Utrecht permitiu aos britânicos o envio de navios e mercadorias ao porto livre de Portobelo.

## Após seu mandato como vice-rei
Foi denunciado na corte real por apropriação indébita e exonerado em 1716. Ele foi substituído pelo interino Mateo de la Mata Ponce de León, presidente da Audiencia de Lima. Ladrón de Guevara foi para a Nova Espanha. Antes de morrer, recebeu os restos mortais de seu parente Diego de Landa, bispo de Iucatã, devolvido à Espanha. Morreu em 9 de setembro de 1718 na Cidade do México e foi sepultado na catedral local.